# Friedrich-Wilhelm-Schule (Eschwege)
Die Friedrich-Wilhelm-Schule (auch FWS) in Eschwege ist ein Gymnasium, das in seiner heutigen Form seit 1840 besteht.

## Geschichte
Im Jahr 1527 wurde Eschweges erste Lateinschule gegründet, die sich 1823 zu einer Bürgerschule ohne Fremdsprachen entwickelte. Daraus ging am 26. Oktober 1840 die Friedrich-Wilhelm-Schule als Progymnasium mit Realschule hervor, an der 53 Schüler unterrichtet wurden. Der Namenspatron der Schule ist Kronprinz Friedrich Wilhelm von Preußen.
Am 20. April 1911 bezog die Schulgemeinde das neue Schulgebäude des Architekten Hugo Eberhardt in der Bahnhofstraße.
Im Dezember 1940 wurde die Ehemaligen-Vereinigung der Eschweger Gymnasien gegründet.
Durch eine Elternversammlung am 26. August 1943 wurden Einziehungsbescheide an die Schüler verteilt. Die Schüler der Jahrgänge 1926 und 1927 (damals 16 bzw. 17 Jahre alt) wurden als Flakhelfer in Sandershausen zur Verteidigung des Luftraums bei Kassel eingesetzt. Am 3. Oktober 1943 wurde der Gefechtsstand der Flakbatterie getroffen. 23 Schüler der Friedrich-Wilhelm-Schule und 24 Soldaten der schweren Flakabteilung 112 kamen ums Leben.
Zum 175-jährigen Jubiläum der Schule im Jahr 2015 wurden 436 Schüler in 17 Klassen unterrichtet. Die Belegschaft bestand aus 25 Stammlehrern, 5 Referendaren und 13 abgeordneten Lehrern (Oberstufengymnasium und Berufliches Gymnasium in Eschwege).
Die Schule befindet sich in der Bahnhofstraße 28 in Eschwege.

## Bekannte Lehrer
- Lothar Quanz (* 1949), stellvertretender Leiter bis 1995
- Herbert Fritsche (1934–2024)
- Ernst Metz (1892–1973)

## Bekannte Schüler
- Wilhelm Rexrodt (1895–1969), Politiker
- Martin Doernberg (1920–2013), Pastor, Geiger und Komponist
- Hanno Beck (1923–2018), Nestor der Humboldt-Forschung, Wissenschaftshistoriker
- Herbert Fritsche (1934–2024), Lehrer und Historiker
- Bernd Baron von Maydell (1934–2018), Jurist und Hochschullehrer
- Hartmut Holzapfel (1944–2022), Politiker
- Peter Riemann (* 1945), Architekt, Autor und Hochschullehrer
- Lena Arnoldt (* 1982), Politikerin